# Zoofarmacognosia

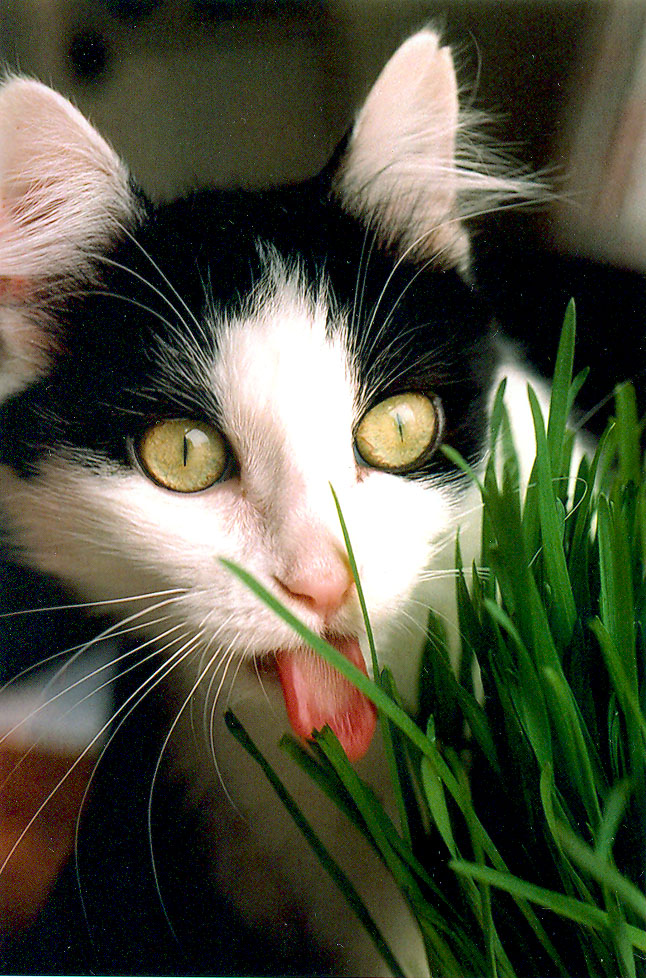
Gato se alimentando de grama para induzir vômito - um exemplo de zoofarmacognosia

Zoofarmacognosia [do grego zoo (“animal”) + pharmacon (“remédio, medicação”) + gnosis (“conhecimento”)] é o comportamento de animais não-humanos em se automedicar ingerindo ou aplicando plantas, insetos e óleos capazes de amenizar ou curar doenças e ferimentos. Um exemplo recorrente desse comportamento ocorre quando cães ou gatos ingerem grama para induzir o vômito. Porém, esse comportamento não se limita a isso, sendo muito mais diverso — desde a ingestão de plantas tóxicas até a ingestão de invertebrados, com o objetivo de prevenir doenças e infecções.
Em 1978, o norte-americano e ecologista da Universidade da Pensilvânia Daniel Hunt Janzen  sugeriu que os herbívoros vertebrados poderiam se beneficiar medicinalmente de metabólitos secundários em seus alimentos vegetais. 
O termo "zoofarmacognosia" foi cunhado em 1993, a partir das raízes gregas zōo (animal), pharma (droga) e gnosia (conhecimento),  ganhando popularidade em trabalhos acadêmicos  e em um livro da autora britânica Cindy Engel intitulado Wild Health: How Animals Keep Themselves Well and What We Can Learn from Them, no qual a autora analisa de que maneira os animais recorrem a diversas plantas e outras substâncias presentes em seu habitat para promover a manutenção da saúde e o equilíbrio do organismo. 
Apesar de serem variáveis, eles podem ser classificados de acordo com sua função e/ou na maneira de aplicação, podendo ser profiláticos, quando aplicados antes de uma infecção, por exemplo, terapêutica, quando aplicada após a infecção para combater patógenos, internas. animal ingere uma substância, ou externa, quando há aplicação tópica da substância .

## Inserção nos sistemas ecológicos
O conceito de zoofarmacognosia foi ampliado com observações em primatas e outros vertebrados, tornando, portanto, mais holística a nossa visão sobre o funcionamento dos sistemas ecológicos. Anteriormente, o termo para indicar o consumo de substâncias vegetais por razões medicinais e não nutricionais era farmacofagia . Posteriormente, o termo zoofarmacognosia foi proposto para descrever casos em que animais parecem utilizar esses recursos de forma deliberada para fins terapêuticos . O primatólogo Michael Huffman estabeleceu critérios para identificar a automedicação em primatas selvagens. Segundo ele, para caracterizar um comportamento como zoofarmacognóstico, o animal deve: (1) apresentar sinais de doença, (2) consumir uma substância fora da dieta habitual e sem valor nutricional conhecido, (3) demonstrar melhora clínica após o consumo, e (4) consumir uma dose compatível com a eficácia farmacológica da substância .

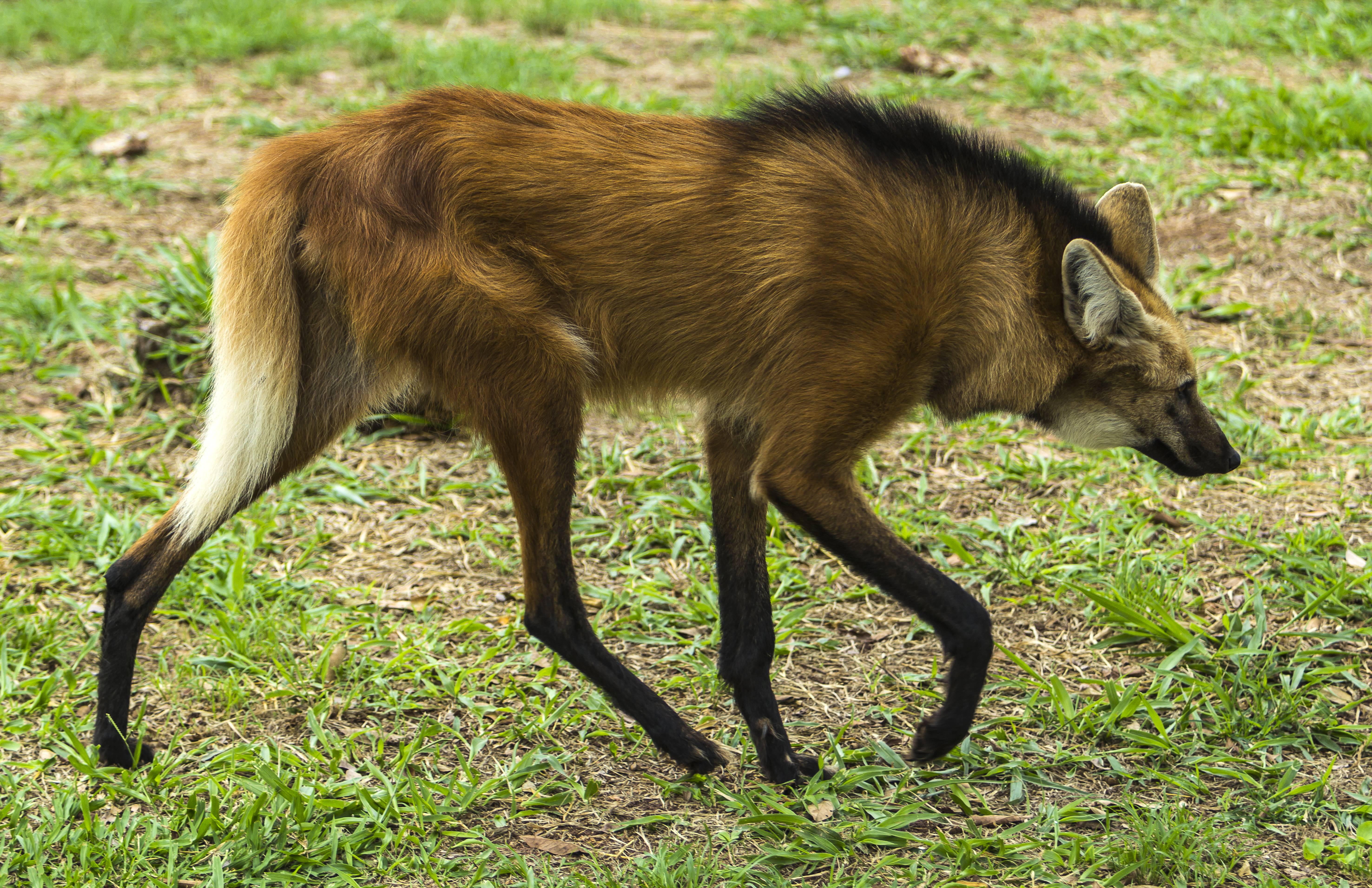
Lobo-guará (Chrysocyon brachyurus)

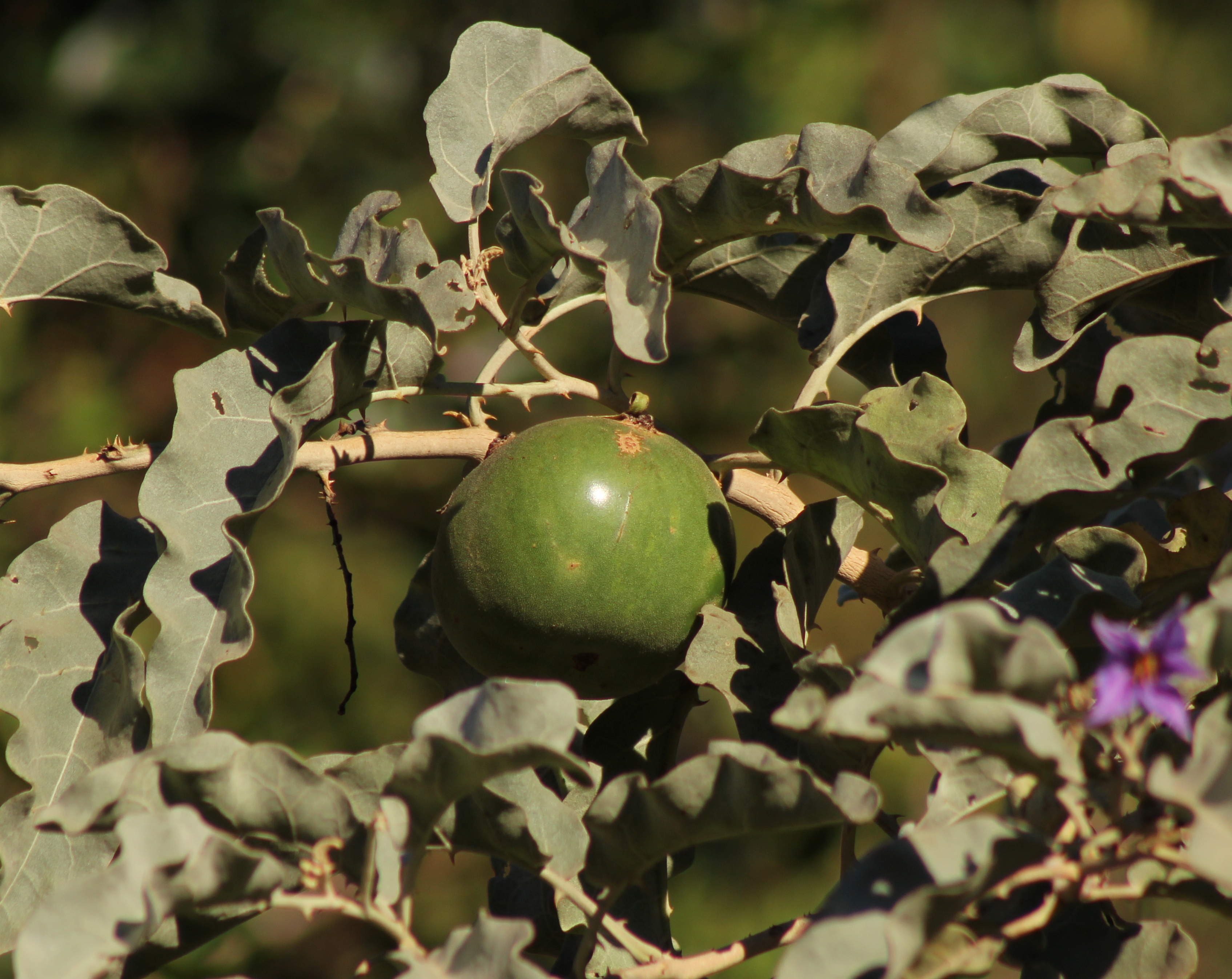
Lobeira (Solanum lycocarpum).

Diversos estudos de campo forneceram exemplos desse tipo de comportamento. Nas florestas tropicais da Costa Rica, por exemplo, grupos de macacos bugios (Alouatta spp.) apresentam diferentes níveis de parasitas intestinais dependendo do acesso às figueiras (Ficus spp.), cuja seiva possui propriedades anti-helmínticas e é tradicionalmente utilizada por humanos para eliminar vermes . Macacos que têm acesso a essas árvores apresentam menor infestação parasitária.No sudeste do Brasil, pesquisadores observaram que bugios e muriquis (Brachyteles spp.) de determinadas regiões estavam completamente livres de parasitas intestinais, ao contrário de grupos da mesma espécie em outras áreas. A principal diferença entre esses locais era a maior disponibilidade de plantas com uso medicinal reconhecido pelas comunidades amazônicas humanas .Outro exemplo marcante é o do lobo-guará (Chrysocyon brachyurus), que, apesar de ser carnívoro, consome regularmente a fruta da lobeira (Solanum lycocarpum). Estudos realizados no Zoológico de Brasília mostraram que lobos em cativeiro infectados com um verme renal letal não sobrevivem sem a inclusão diária da lobeira em sua dieta, o que sugere uma função terapêutica dessa fruta .

### Relação com seleção natural e adaptação comportamental
Estudos indicam que o comportamento animal funciona como um importante mecanismo de autorregulação fisiológica e emocional. Por exemplo, animais com calor excessivo buscam sombra; com sede, procuram água; em situações de estresse, procuram locais seguros. Mas essa autorregulação pode ser muito mais precisa. Experimentos demonstraram que ratos privados de um único aminoácido são capazes de buscar alimentos novos até encontrar uma dieta que contenha exatamente aquele nutriente ausente. Além disso, aprendem a evitar alimentos que não corrigem a deficiência. Em outro estudo, ovelhas conseguiram identificar e preferir alimentos ricos em fósforo após desenvolverem deficiência mineral, comportamento guiado por sensações de bem-estar e aprendizado individual.
Comportamentos assim são favorecidos pela seleção natural, já que a perda da saúde impõe um custo elevado à sobrevivência. Pesquisadores como Hart  argumentam que o comportamento pode ser a primeira linha de defesa contra patógenos e parasitas. Huffman  complementa afirmando que muitos animais desenvolveram estratégias comportamentais para prevenir infecções e responder terapeuticamente a doenças, o que aumenta suas chances de sobrevivência e reprodução. Esse tipo de adaptação inclui, por exemplo, o uso seletivo de substâncias vegetais com propriedades farmacológicas conhecidas, a preferência por alimentos com sabor específico e o aprendizado baseado em consequências fisiológicas — o que funciona como um tipo de "conhecimento corporal" acumulado ao longo da vida.

### Ecologia comportamental e química envolvida
A ecologia comportamental investiga como os comportamentos dos animais se ajustam às pressões ecológicas. No contexto da zoofarmacognosia, isso inclui a escolha alimentar baseada não apenas no sabor imediato dos alimentos, mas nas consequências fisiológicas de seu consumo ao longo do tempo. Estudos indicam que os animais precisam equilibrar a ingestão de nutrientes com a exposição a substâncias potencialmente tóxicas. Um alimento pode ser seguro em um momento e prejudicial em outro, dependendo do estado fisiológico do animal. Por isso, eles monitoram constantemente os efeitos dos alimentos e ajustam sua dieta de forma adaptativa. Um exemplo bem documentado envolve o consumo de taninos, compostos vegetais que geralmente causam gosto amargo e dificultam a digestão de proteínas. Em situações normais, mamíferos evitam esses compostos. No entanto, cervos preferem alimentos com níveis moderados de taninos, o que sugere que pequenas quantidades podem ser benéficas — possivelmente por reduzir infecções parasitárias .
Em experimentos com cabras, ovelhas e gado, observou-se que esses animais aumentam o consumo de taninos quando infectados com parasitas intestinais. Quando recebem polietilenoglicol (PEG), uma substância que neutraliza os efeitos dos taninos, o consumo desses compostos diminui, e vice-versa — indicando uma tentativa de autorregulação comportamental para alcançar um equilíbrio entre defesa e toxicidade .Esses comportamentos revelam que as decisões alimentares dos animais envolvem aprendizado, memória, percepção sensorial e avaliação química do ambiente — demonstrando que o conhecimento ecológico não é exclusivo da espécie humana.

### Coevolução entre animais e plantas na zoofarmacognosia

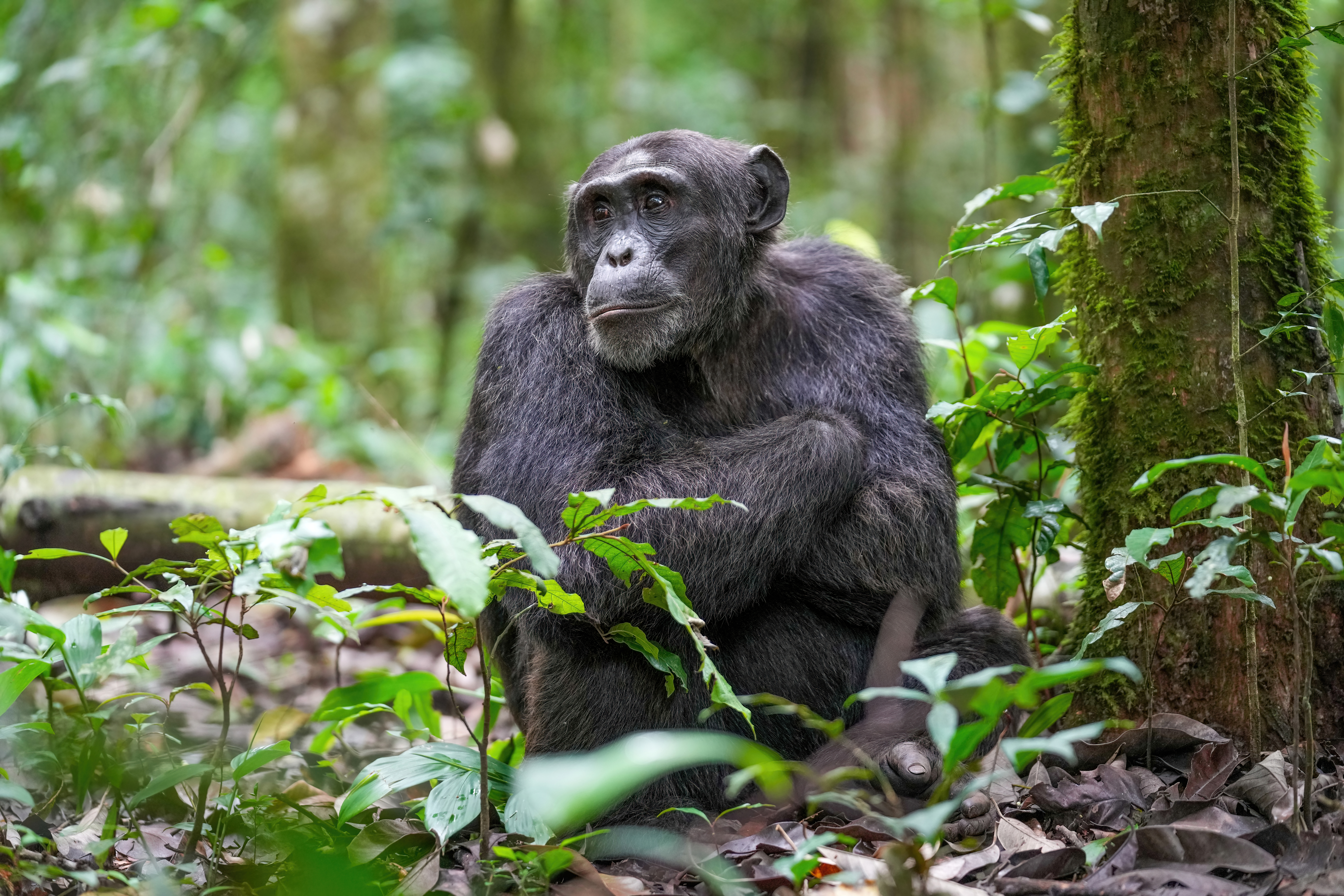
Uma variedade de primatas foram observados se auto-medicando com plantas e invertebrados. Na imagem: chimpanzé

A coevolução entre animais e plantas, no âmbito da zoofarmacognosia, refere-se à possibilidade de que interações repetidas entre o consumo animal de plantas com propriedades medicinais e as estratégias químicas das plantas possam ter levado a processos evolutivos recíprocos. Esse conceito é discutido por autores que investigam o uso não nutritivo de substâncias vegetais por diferentes espécies animais, especialmente em contextos de automedicação. Segundo Kelemen  , a automedicação observada em diversos grupos taxonômicos pode refletir uma relação coevolutiva, em que compostos secundários produzidos pelas plantas passaram a ser explorados pelos animais por seus efeitos terapêuticos, ao passo que as plantas, por sua vez, continuaram a sintetizá-los em contextos ecológicos de defesa. A autora argumenta que a seleção natural pode ter favorecido, simultaneamente, animais capazes de detectar e utilizar esses compostos, e plantas cuja química influenciasse a saúde e o comportamento de potenciais consumidores. No caso de primatas, Huffman documenta padrões consistentes de uso de determinadas espécies vegetais por chimpanzés, como a Vernonia amygdalina, utilizada no tratamento de parasitas intestinais. Embora o autor não utilize diretamente o termo "coevolução", ele sugere que tais práticas refletem adaptações comportamentais refinadas em resposta à química vegetal, o que indicaria um histórico evolutivo de interações seletivas entre esses organismos  .
Essas interações podem assumir formas complexas: a escolha de folhas jovens, cascas ou frutos específicos em momentos de enfermidade, por exemplo, implica em discriminação sensorial e memória individual ou socialmente transmitida, o que adiciona uma camada comportamental à dimensão ecológica e bioquímica dessa relação .
Entretanto, a caracterização da zoofarmacognosia como um produto direto de coevolução ainda é objeto de investigação e não é consenso entre todos os pesquisadores da área. Diversos estudos descrevem comportamentos de automedicação sem extrapolar suas implicações evolutivas. Portanto, o uso do termo coevolução, embora plausível e apoiado por algumas evidências, ainda deve ser considerado uma hipótese em desenvolvimento, mais fortemente sustentada por autores como Kelemen  e sugerida por Huffman , do que uma conclusão estabelecida no campo.

## Tipos de zoofarmacognosia: preventiva e curativa
A zoofarmacognosia preventiva (profilática) refere-se ao uso de substâncias medicinais antes do aparecimento de sintomas ou infecção, com o objetivo de prevenir doenças ou repelir parasitas. Trata-se de uma estratégia de proteção antecipada, muitas vezes incorporada aos hábitos comportamentais regulares de certas espécies.
Um exemplo é o comportamento de “anting”  de algumas aves que esfregam formigas esmagadas em sua plumagem ou permitem que as formigas caminhem por elas, ao se deitarem diretamente sobre ninhos e formigas. Tal comportamento já foi registrado em mais de 200 espécies de passeriformes e acredita-se que algumas funções sejam de aliviar coceiras na pele, repelir ou reduzir ectoparasitas e ajudar na manutenção das penas. As formigas mais utilizadas pelas aves no comportamento de anting são, de uma forma geral, espécies que contém ácido fórmico, haja vista que estudos posteriores com piolhos de penas revelaram que o ácido fórmico é nocivo para os piolhos. Outro exemplo de zoofarmacognosia preventiva é o comportamento de “Fur rubbing”, que consiste nos na ação de animais esfregarem materiais vegetais mastigados, insetos ou outras superfícies na superfície externa do corpo. Algumas espécies de primatas, como os macacos-prego-de-cara-branca (Cebus capucinus) esfregam seu corpo em algumas espécies de frutas cítricas, da família Rutaceae e também em folhas e caules de Piper marginatum e Clematis dioica, da família Ranunculaceae. Assim, esse comportamento de fur rubbing pode ter como função repelir ou eliminar ectoparasitas.

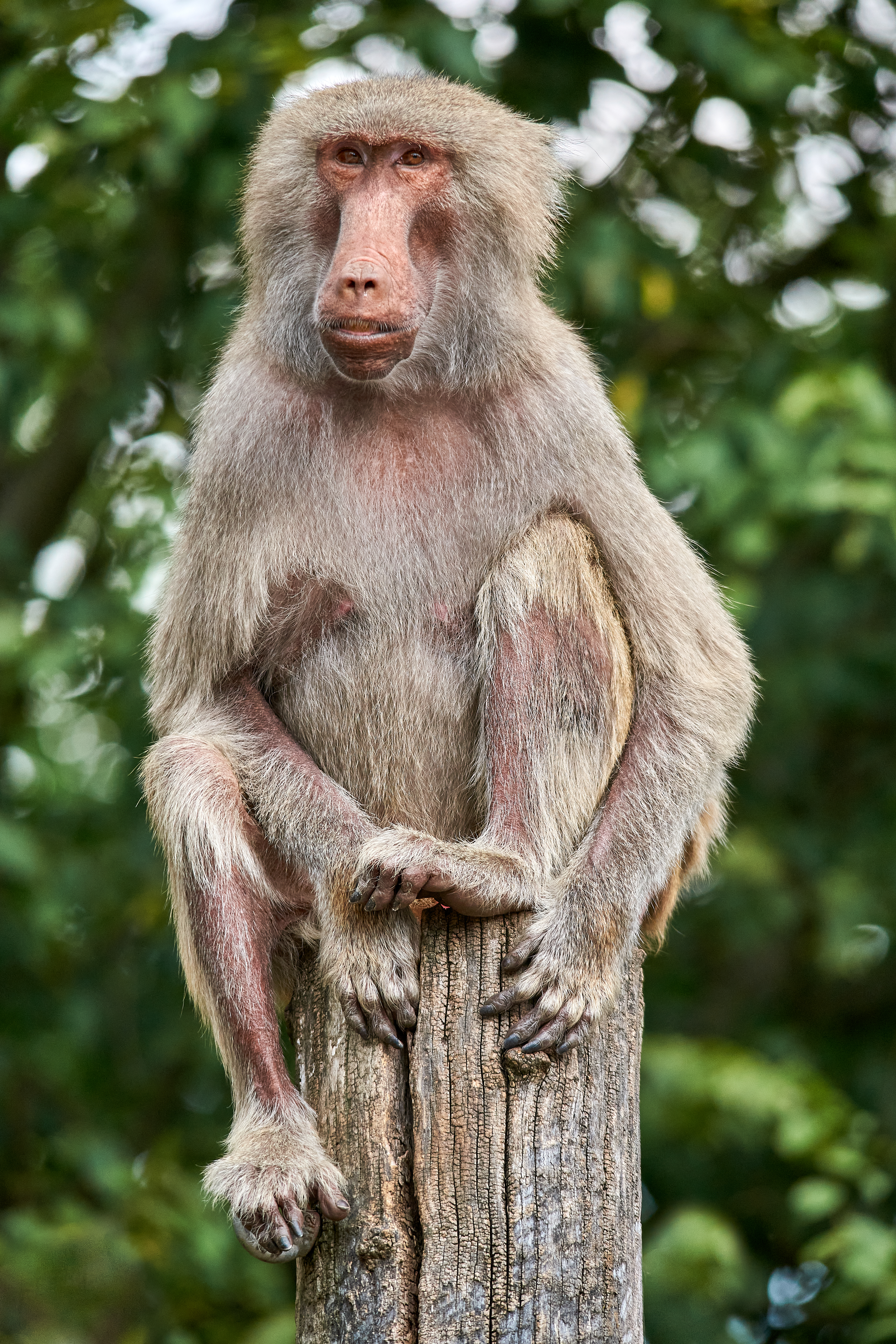
Babuínos-sagrados (Papio hamadryas)

Já a zoofarmacognosia curativa (terapêutica) se caracteriza pelo uso de substâncias medicinais após o aparecimento de sintomas, visando aliviar, tratar ou curar doenças ou infecções já instaladas. Um exemplo desse comportamento seria o uso de plantas, por alguns babuínos, a fim de controlar a esquistossomose. Os babuínos-oliva (Papio anubis) e os babuínos-sagrados (Papio hamadryas), na Etiópia, utilizam frutos e folhas da planta Balanites aegyptica para controlar a doença. No vale do rio Awash, na Etiópia, dois ambientes distintos são formados em decorrência das cachoeiras: uma área superior e outra inferior. Ambas abrigam populações de babuínos e a planta Balanites aegyptica, mas apenas os indivíduos que vivem na parte mais baixa foram observados ingerindo os frutos dessa espécie vegetal — justamente onde os casos de esquistossomose são mais frequentes. A distinção ecológica entre essas regiões reside na presença de caramujos do gênero Biomphalaria que funcionam como hospedeiros intermediários do Schistosoma mansoni, parasita da doença, e estão presentes apenas na porção inferior do vale.Os frutos de B. aegyptica contém diosgenina, um composto hormonal que possivelmente interfere no desenvolvimento do parasita.

## Tipos de zoofarmacognosia: interna e externa
Além de quando a substância é aplicada, a zoofarmacognosia pode ser classificada em dois tipos principais de acordo com como a substância é aplicada, sendo elas:: interna e externa.

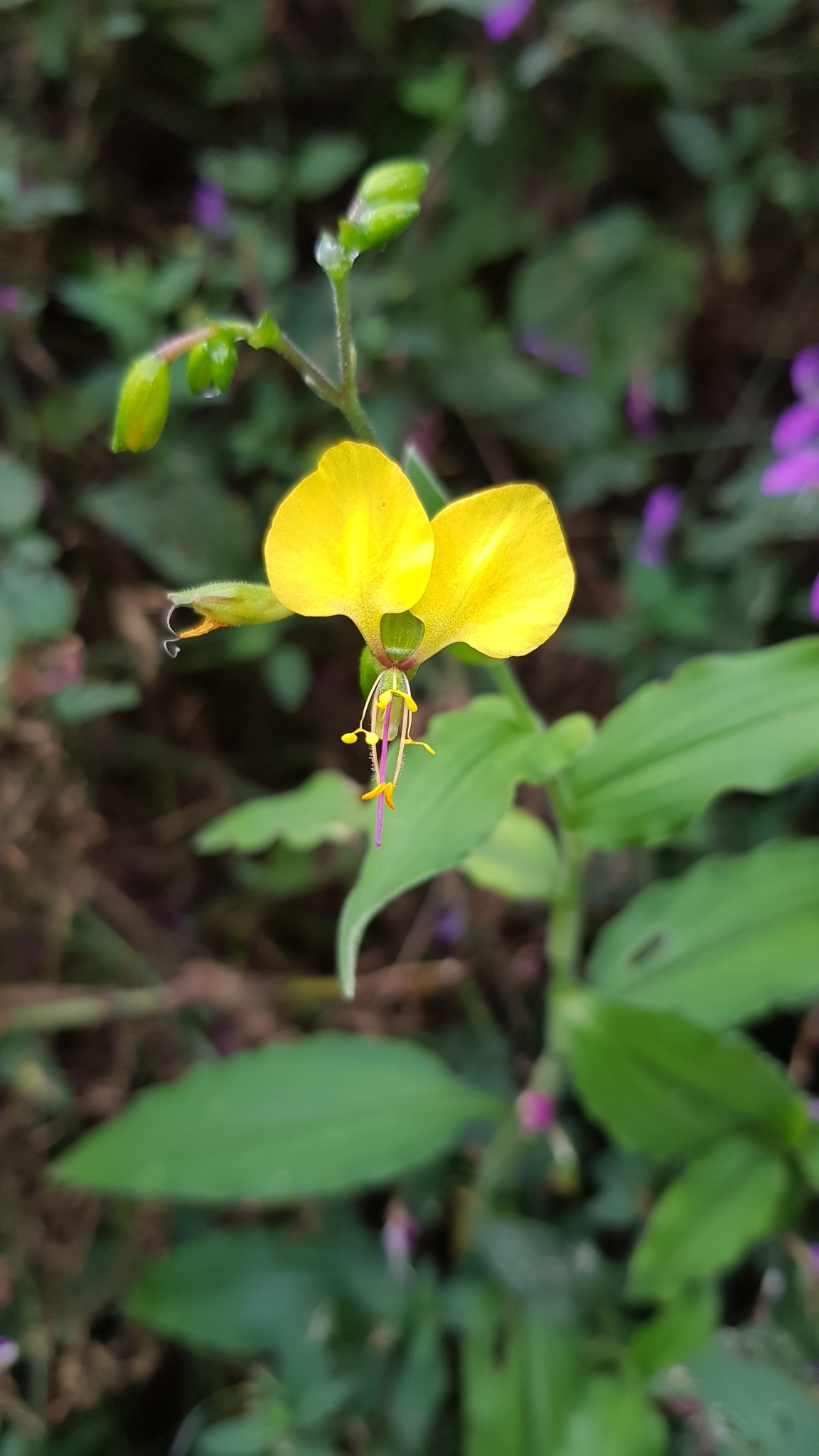
Aneilema aequinoctiale

A zoofarmacognosia interna ocorre quando o animal ingere uma substância com fins terapêuticos. Em geral, essa ingestão não está relacionada à nutrição, mas sim à busca de alívio para sintomas causados por parasitas, toxinas ou outras condições adversas. Um exemplo clássico envolve chimpanzés da África Central que consomem folhas ásperas da planta Aneilema aequinoctiale, sem mastigá-las, apenas dobrando e engolindo inteiras. Esse comportamento ajuda na eliminação de vermes intestinais, já que os pelos rígidos das folhas aderem aos parasitas ao passar pelo trato digestivo. Outro exemplo de automedicação interna ocorre em caprinos e ovinos, e muitas vezes observados em cães e gatos domésticos, que aprendem a consumir plantas ricas em taninos para reduzir infecções por parasitas gastrointestinais. A ingestão dessas plantas varia de acordo com a necessidade fisiológica e o estado de saúde do animal.

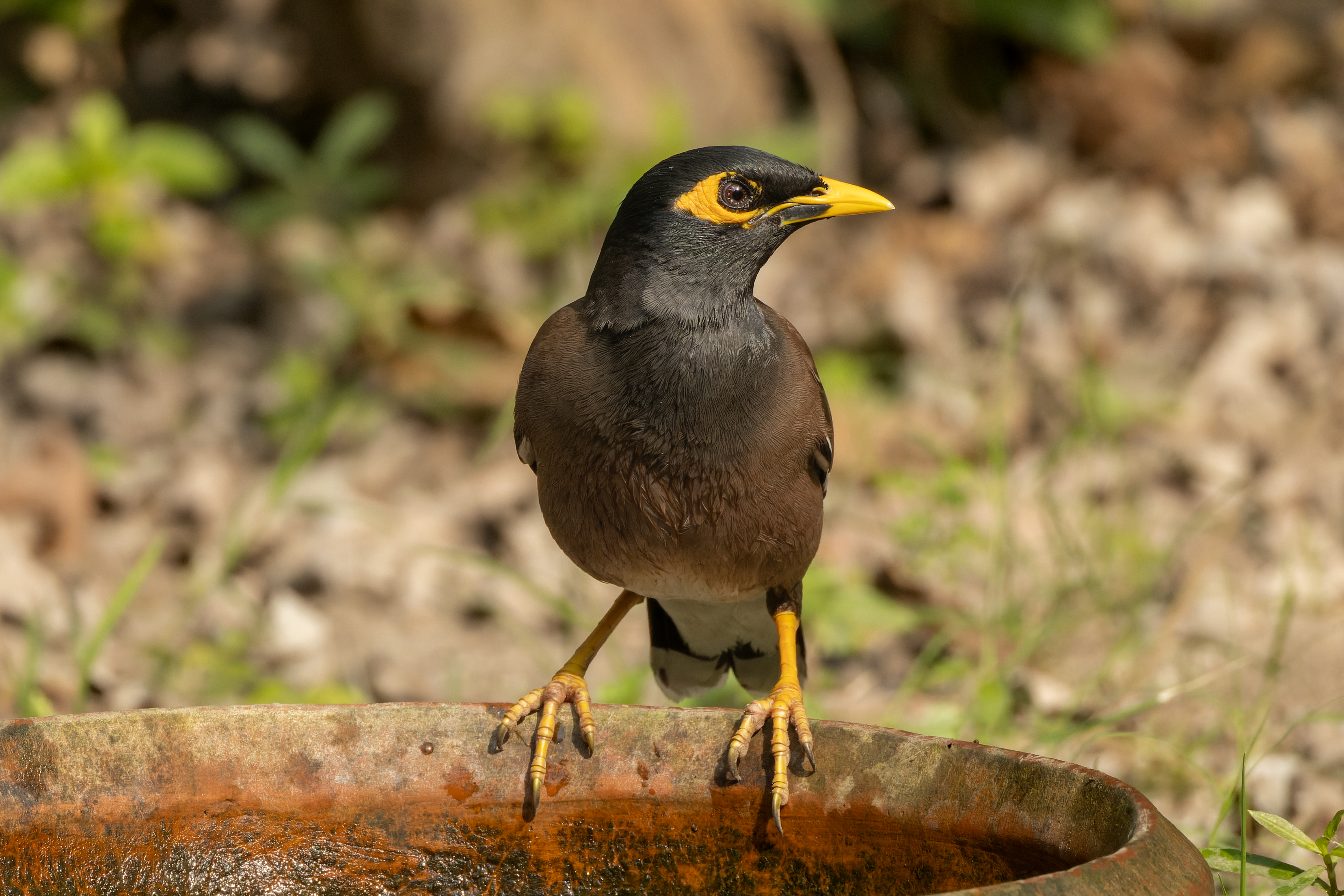
Mainato-de-mascarilha-amarela (Acridotheres tristis), da família dos estorninhos

Já a zoofarmacognosia externa envolve o uso tópico ou ambiental de substâncias naturais. Nesses casos, os animais não ingerem o composto, mas o aplicam sobre o corpo ou manipulam o ambiente de modo a prevenir ou tratar doenças. Um exemplo bem documentado envolve algumas espécies de aves, como estorninhos, que depositam folhas aromáticas — como de plantas com propriedades antimicrobianas — nos ninhos. Acredita-se que essas folhas ajudam a controlar populações de ectoparasitas e patógenos no ambiente onde os filhotes se desenvolvem. Entre os primatas, há registros de macacos-prego (Sapajus libidinosus) no Brasil utilizando certos insetos esmagados e plantas aromáticas como parte de um comportamento conhecido como "unguentação", em que os animais esfregam a substância no próprio corpo ou no de outros membros do grupo. Esse comportamento tem sido associado à proteção contra insetos, fungos e bactérias. Esse tipo de automedicação externa também é observado em insetos sociais. Formigas da espécie Formica paralugubris, por exemplo, coletam resinas de coníferas e as incorporam ao material do ninho, reduzindo a incidência de fungos patogênicos.

## Comportamentos aprendidos ou instintivos
No contexto da zoofarmacognosia, uma questão central diz respeito à origem dos comportamentos relacionados à automedicação, se eles são inatos (instintivos) ou são aprendidos socialmente. Pesquisas indicam que ambas as formas de comportamento estão presentes, dependendo da espécie e da substância utilizada.
Alguns comportamentos de automedicação parecem ser instintivos, ou seja, realizados mesmo na ausência de experiência prévia. Isso é observado, por exemplo, em primatas que ingerem folhas com propriedades antiparasitárias específicas, mesmo quando nascidos em cativeiro sem contato com indivíduos selvagens, o que sugere um componente genético ou evolutivo na escolha da planta. Por outro lado, há evidências de aprendizado social em algumas espécies. Em chimpanzés selvagens, por exemplo, indivíduos jovens observam adultos ingerindo determinadas plantas e, com o tempo, passam a imitá-los. Esse processo demonstra a importância da cultura animal na transmissão de práticas de automedicação.

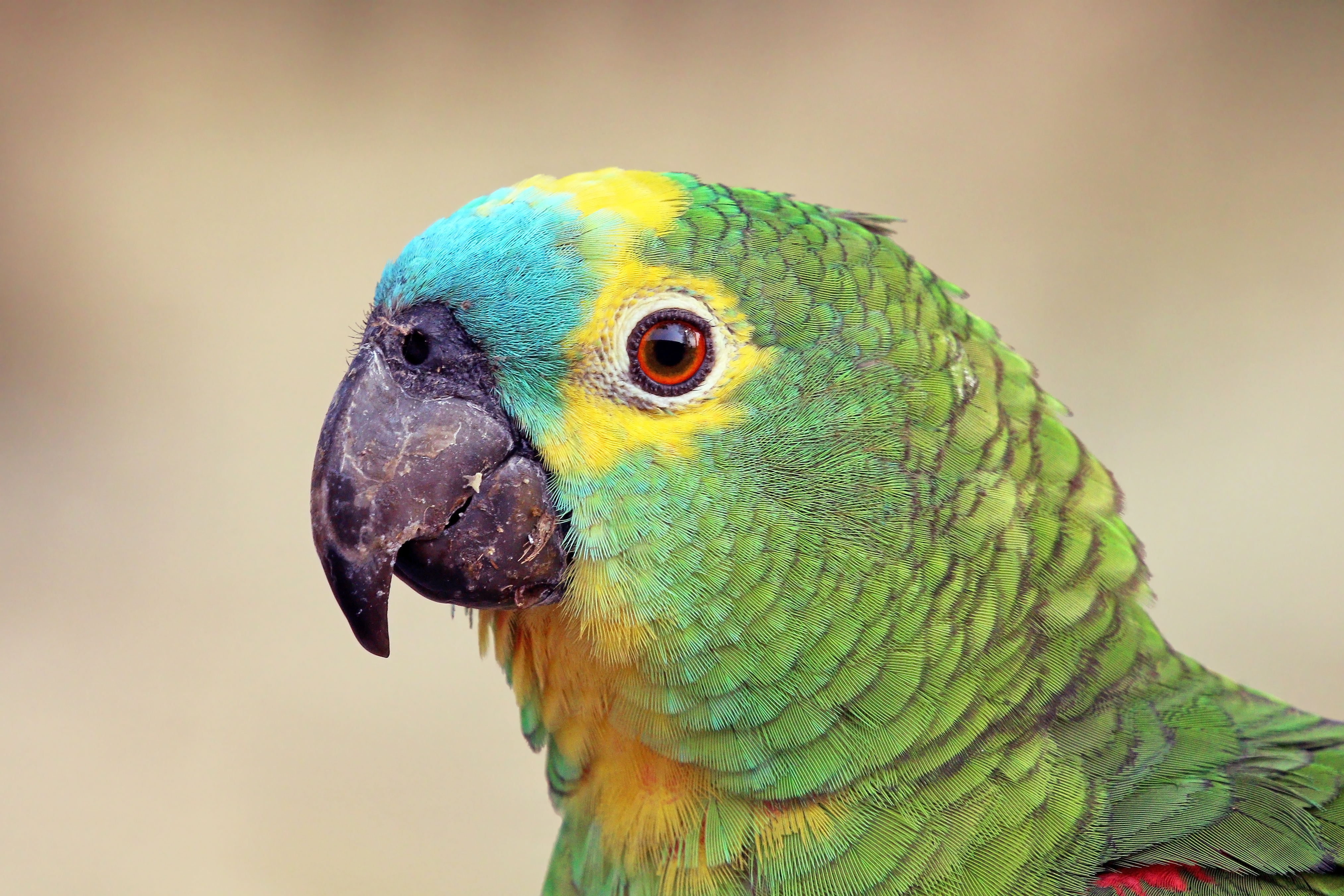
papagaios-da-amazônia (Amazona aestiva)

Entre aves, há registros de papagaios-da-amazônia que ingerem argila para neutralizar toxinas presentes em sementes e frutos, comportamento que pode ser aprendido observando o bando. Entre mamíferos domésticos, como ovinos e caprinos, estudos indicam que esses animais aprendem a associar certos alimentos ao alívio de desconfortos digestivos, ajustando sua dieta com base em experiências anteriores. Isso evidencia um tipo de aprendizado individual por tentativa e erro. Já também apresentam comportamento de zoofarmacognosia, lagartas da espécie Spodoptera littoralis foram observadas consumindo plantas específicas com compostos antimicrobianos após infecções bacterianas, mesmo sem exposição anterior, o que aponta para um comportamento instintivo de automedicação.

## Dimensão social da zoofarmacognosia: transmissão cultural
Diversos estudos indicam que comportamentos de automedicação em animais podem não ser apenas respostas instintivas individuais, mas também práticas com potencial de transmissão social e cultural dentro de grupos. A zoofarmacognosia, portanto, pode assumir uma dimensão coletiva, especialmente em espécies sociais, como primatas e insetos eussociais, em que há oportunidade de aprendizado por observação, imitação ou via interações ecológicas diretas.

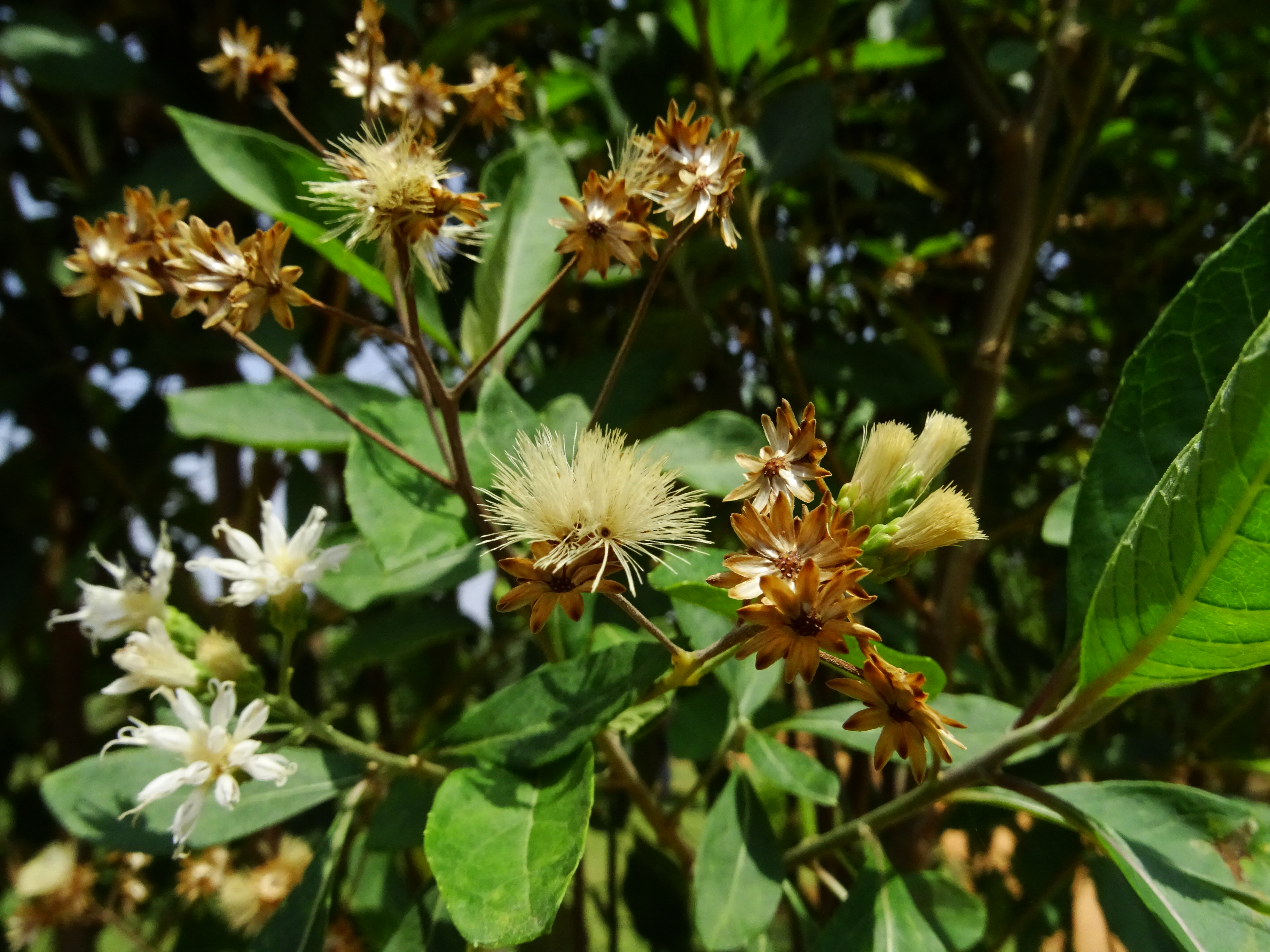
Vernonia amygdalina

Em primatas, Huffman  observou que indivíduos jovens frequentemente acompanham e observam adultos durante o consumo de determinadas plantas medicinais, como a Vernonia amygdalina, utilizada no tratamento de parasitoses intestinais. A repetição sistemática desses comportamentos em populações específicas de chimpanzés, associada ao aprendizado durante o desenvolvimento, levou o autor a sugerir que há tradições culturais locais associadas ao uso medicinal de plantas . Segundo o autor, o conhecimento do uso terapêutico de certas espécies vegetais pode ser transmitido verticalmente (entre gerações) ou horizontalmente (entre pares) dentro dos grupos sociais .A hipótese de transmissão cultural é fortalecida pelo fato de que fêmeas migrantes podem introduzir comportamentos novos em grupos receptores, contribuindo para a disseminação de práticas de automedicação entre comunidades distintas . Esse aspecto sugere que a zoofarmacognosia pode funcionar como um elemento cultural, e não apenas instintivo ou ecológico, especialmente entre animais com alta cognição social.

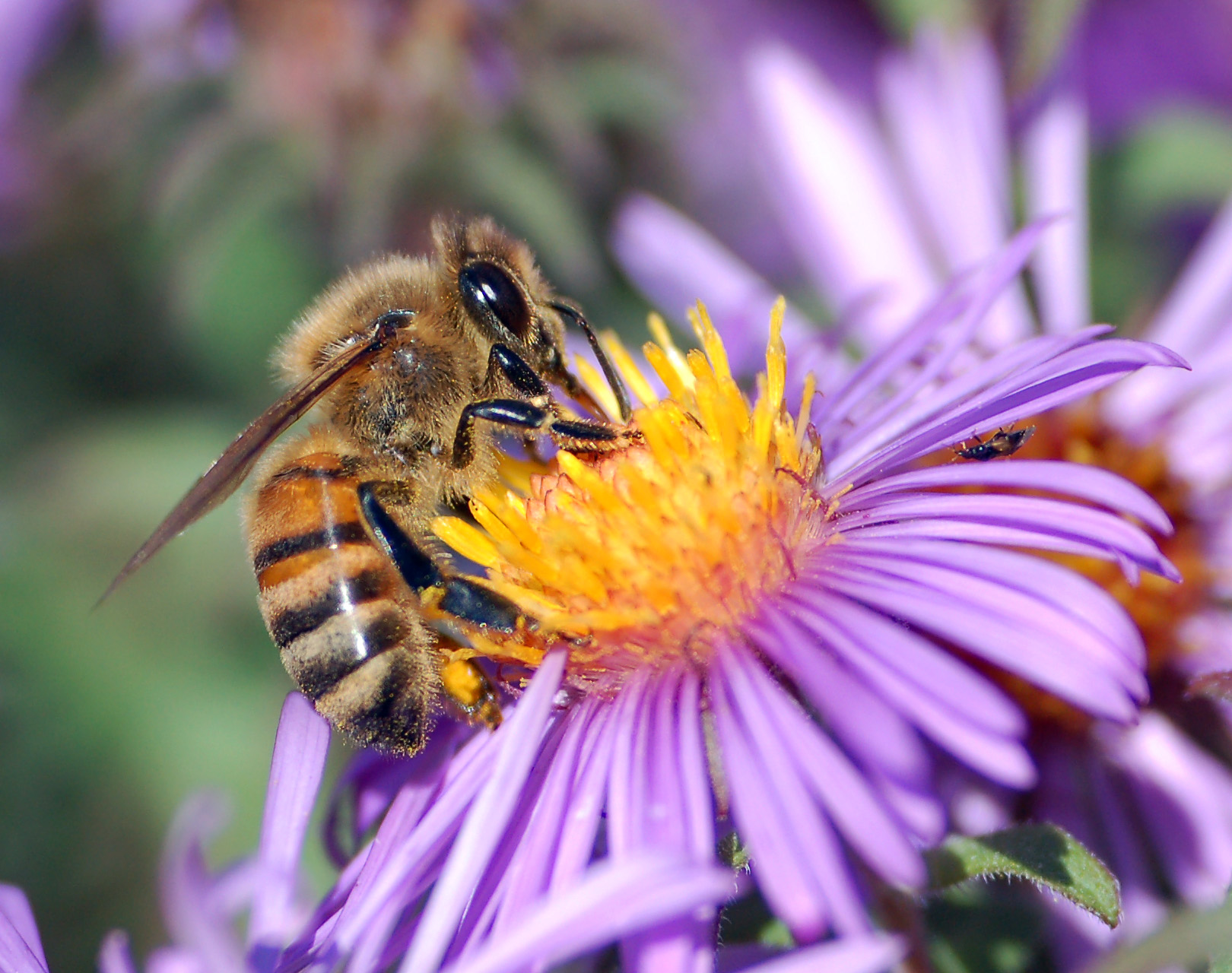
Abelha-europeia (Apis mellifera)

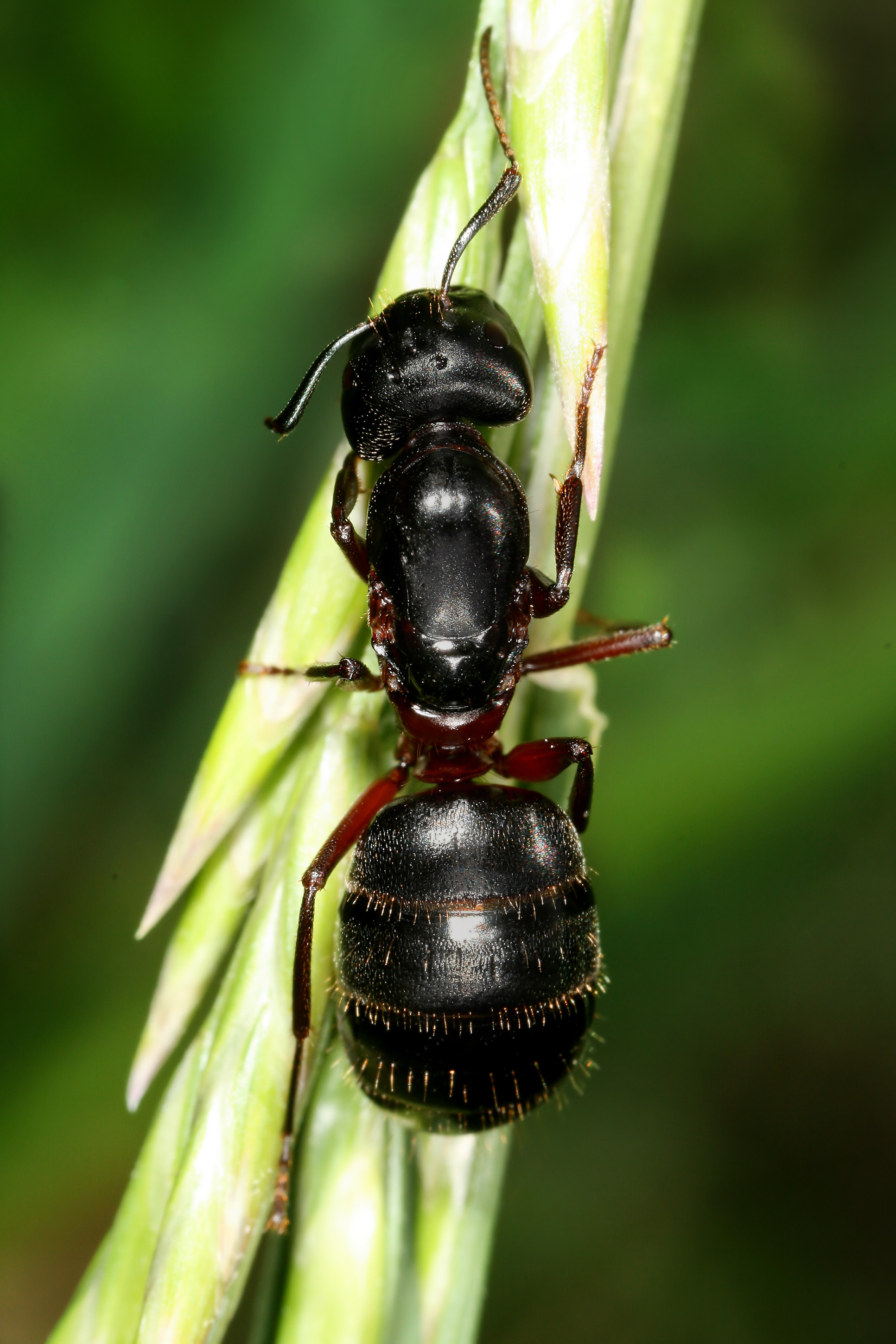
Camponotus herculeanus

No contexto dos insetos sociais, como formigas e abelhas, o comportamento de automedicação coletiva — também denominado imunidade social — representa uma forma complexa de resposta grupal à doença. Finstrom descreve como operárias infectadas ajustam seus comportamentos para minimizar a transmissão de patógenos, o que inclui a introdução de compostos vegetais com propriedades antimicrobianas no ambiente da colônia . Embora o termo “cultural” não se aplique a insetos no mesmo sentido que em mamíferos, tais comportamentos são modulados por interações sociais e compartilhados dentro da colônia por mecanismos como trofalaxia, cuidado alossomático e manipulação ambiental cooperativa.Baracchi também analisam esse fenômeno em abelhas, demonstrando que a ingestão preferencial de néctar com compostos como nicotina é mais frequente entre indivíduos infectados por parasitas. O estudo aponta que, embora as decisões de forrageamento sejam individuais, as informações adquiridas podem ser transmitidas dentro da colônia via pistas químicas e comportamento coletivo, o que caracteriza uma forma de regulação social do comportamento medicamentoso.
Assim, tanto em vertebrados como em invertebrados, há evidências empíricas de que a zoofarmacognosia pode emergir, persistir e se disseminar por meio de interações sociais, configurando uma dimensão cultural ou coletiva desse comportamento. No caso dos primatas, essa dimensão se aproxima do conceito antropológico de cultura animal; já nos insetos sociais, assume a forma de organização comportamental cooperativa adaptativa.